# کریستین جولی
کریستین جولی (انگلیسی: Christian Jolley؛ زادهٔ ۱۲ مهٔ ۱۹۸۸) بازیکن فوتبال اهل بریتانیا است.
از باشگاه‌هایی که در آن بازی کرده‌است می‌توان به باشگاه فوتبال فارست گرین راورز، باشگاه فوتبال ای‌اف‌سی ویمبلدون، باشگاه فوتبال مارگیت، باشگاه فوتبال نیوپورت کانتی، باشگاه فوتبال گریمزبی تاون، و باشگاه فوتبال کینگستونیان اشاره کرد.